# Echites cajalbanica
Echites cajalbanica är en oleanderväxtart som beskrevs av H. Lippold. Echites cajalbanica ingår i släktet Echites och familjen oleanderväxter. Inga underarter finns listade i Catalogue of Life.